# 北湯澤站

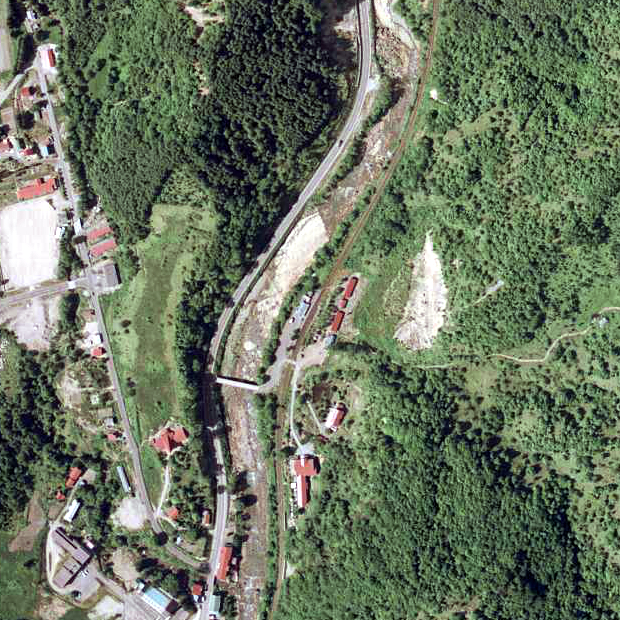
1976年的北湯澤站與方圓約500米範圍。下方是伊達紋別方向。

北湯澤站（日语：／ Kita-Yuzawa eki */?）是位於北海道有珠郡大瀧村北湯澤溫泉町（現時：伊達市大瀧區），日本國有鐵道的膽振線車站（廢站）。隨著膽振線廢除，車站在1986年（昭和61年）11月1日廢除。
在1980年（昭和55年）9月前行走的急行「膽振」停靠此站。

## 歷史
- 1940年（昭和15年）12月15日 - 膽振縱貫鐵道伊達紋別站至德舜瞥站（後來為新大瀧站）之間開通，優園停留場（日语：／）啟用。當時為客運車站[1]。
- 1944年（昭和19年）7月1日 - 膽振縱貫鐵道在戰時被收購，鐵路線國有化。路線名改為膽振線[1]。此停留場升級為車站，名為北湯澤站[1]。站內開始處理行李[1]。
- 1971年（昭和46年）10月1日 - 結束處理行李[1][3]。成為無人車站[4]（簡易委託化）。
- 1986年（昭和61年）11月1日 - 膽振線全線廢除，此站也廢除[2]。

### 站名的由来
舊站名「優園」取自附近地名。

## 車站構造
截至車站廢除前，此站是地面車站，設有1面1線的單式月台。月台位於路軌西邊（俱知安方向的列車會開啟左邊車門）。此站沒有轉轍器。
此站是無人車站（簡易委託）。在有人車站時代還有車站大樓。車站大樓位於西方，鄰接於中央月台。車站大樓入口與月台呈90度。月台與站前廣場之間有柵欄分隔。

## 使用狀況
- 在1981年度（昭和56年度），1日上下車人次為25人[6]。

## 車站周邊
- 北海道道723號洞爺湖大瀧線（日语：北海道道723号洞爺湖大滝線）[7] - 現時：國道453號（日语：国道453号）（有珠國道）。
- 北湯澤簡易郵局
- 北湯澤溫泉（日语：北湯沢温泉） - 車站西南方約0.8公里。指定國民保養溫泉地（日语：国民保養温泉地）[6]。
- 長流川[7]
- 白絹之床 - 長流川名勝[8]。
- 道南巴士（日语：道南バス）「北湯澤溫泉」巴士站

## 現況
截至2001年（平成13年），車站遺址附近建設了溫泉酒店（「湯元名水亭」、「湯元第二名水亭」　後來分別改名為「綠之風Resort 北湯澤」、「北湯澤 森之空庭」），截至2010年（平成22年）也是同樣。在綠之風Resort 北湯澤的玄關附近設置了「舊國鐵膽振線 北湯澤站蹟地」之標柱。

## 相鄰車站
日本國有鐵道
膽振線
蟠溪－北湯澤－優德

## 注腳